# Villarroya de los Pinares
Villarroya de los Pinares ist eine Gemeinde in der Provinz Teruel in der Autonomen Region Aragón in Spanien. Sie liegt in der Comarca Maestrazgo und hatte 2024 163 Einwohner.

## Lage
Villarroya de los Pinares liegt etwa 65 Kilometer (Luftlinie) in nordöstlicher Richtung von der Provinzhauptstadt Teruel und etwa 100 Kilometer (Luftlinie) südsüdöstlich von Saragossa in einer Höhe von ca. 1335 m.

## Bevölkerungsentwicklung
| Jahr      | 1970 | 1981 | 1991 | 2001 | 2011 | 2021 |
| Einwohner | 400  | 249  | 218  | 197  | 163  | 175  |

Die Mechanisierung der Landwirtschaft sowie die Aufgabe bäuerlicher Kleinbetriebe und der daraus resultierende Verlust an Arbeitsplätzen haben seit der Mitte des 20. Jahrhunderts zu einer Landflucht geführt.

## Sehenswürdigkeiten

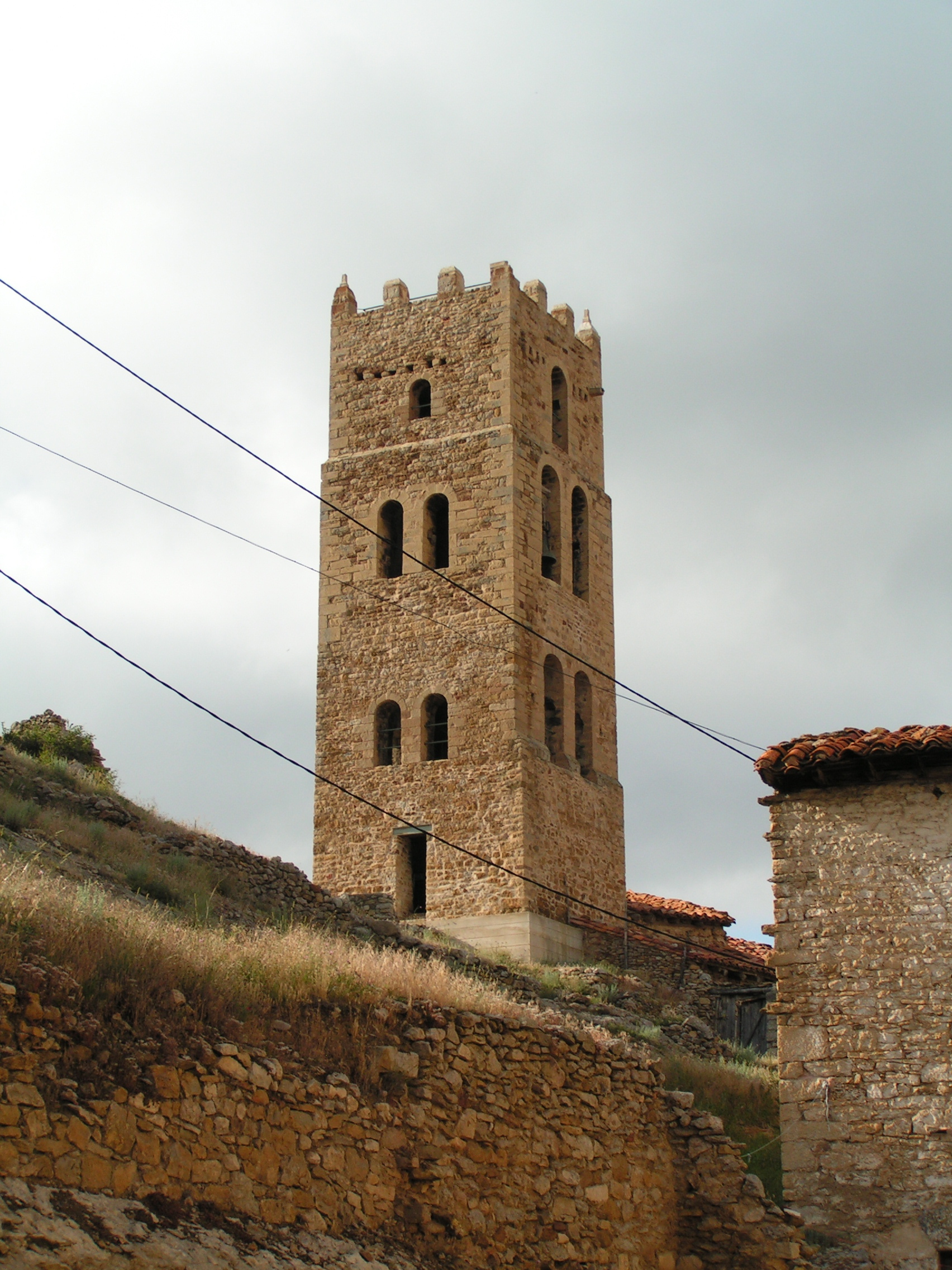
Turm
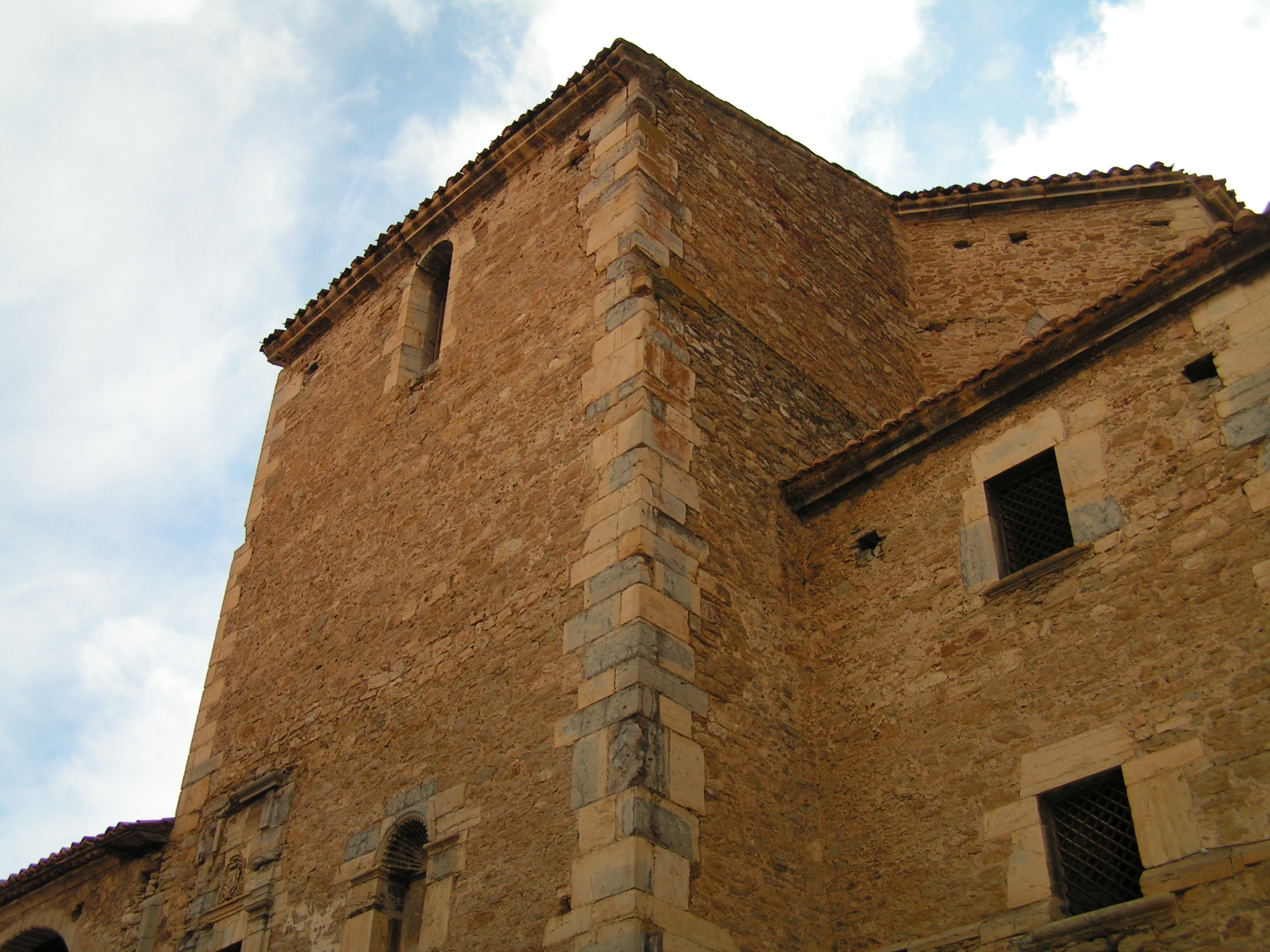
Kirche Mariä Himmelfahrt
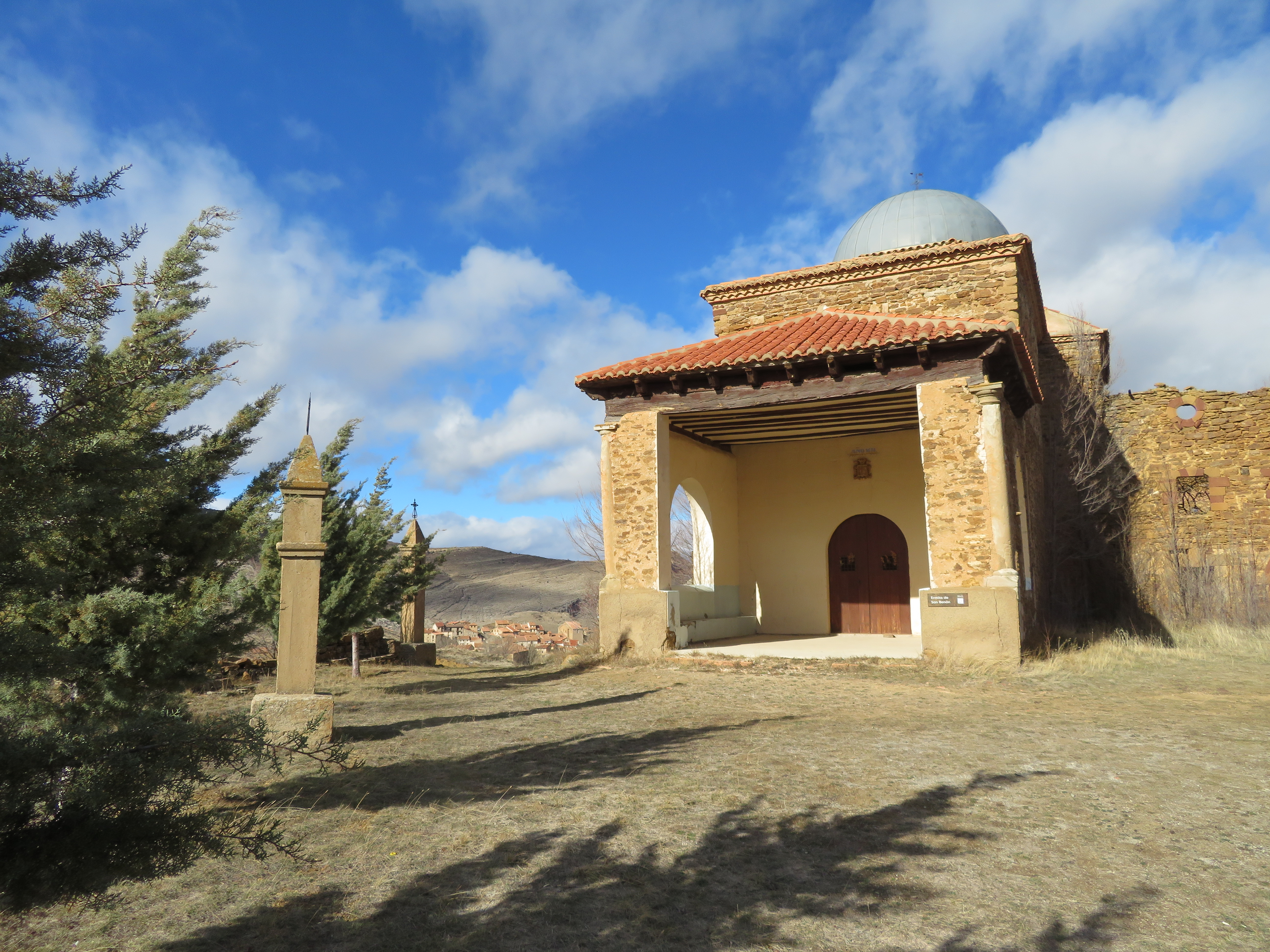
Bennokapelle
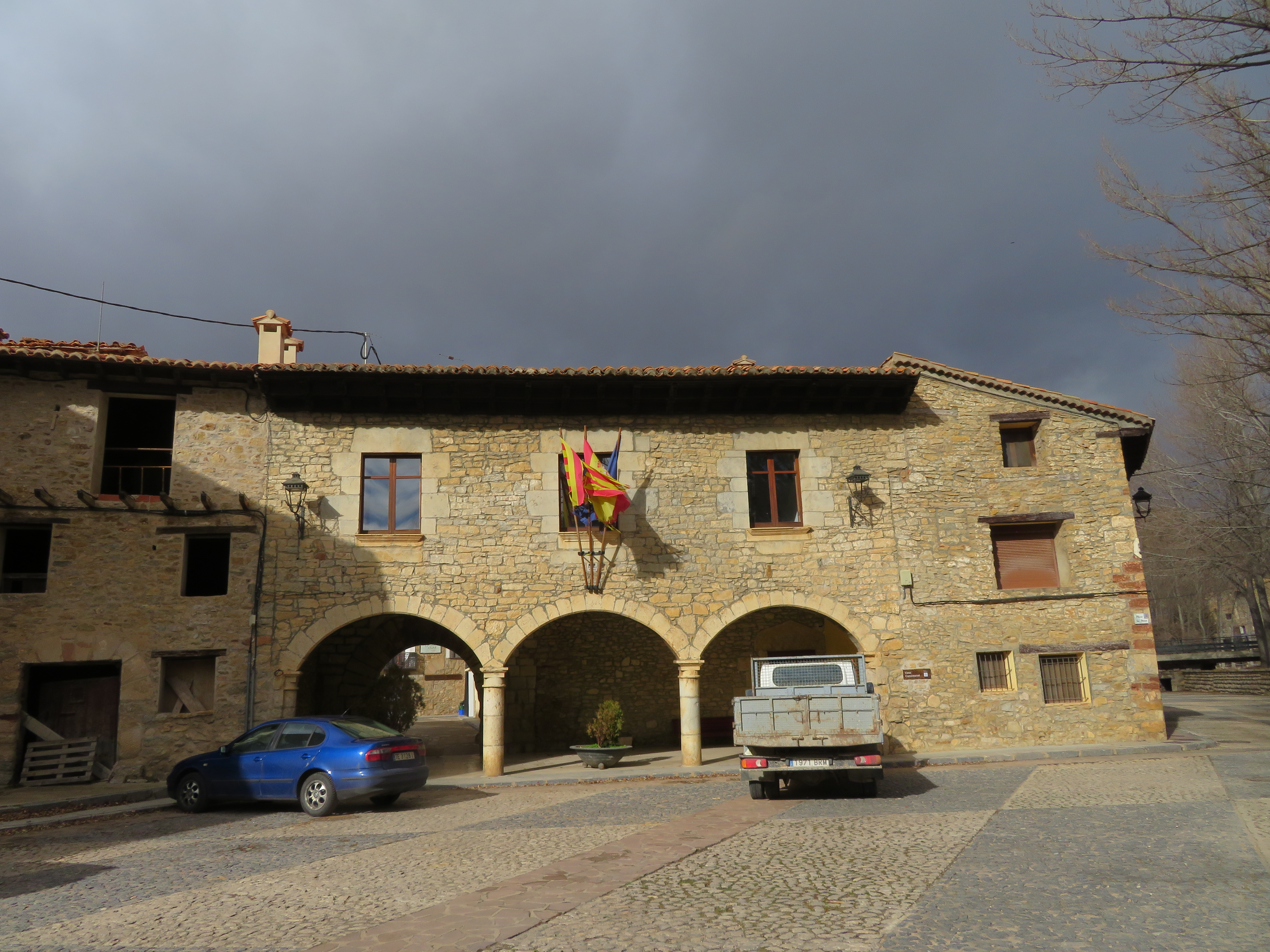
Rathaus

- Turm
- Kirche Mariä Himmelfahrt
- Bennokapelle
- Rathaus